# Wapen van de heerlijkheid Blitterswijk

Wapen van de heerlijkheid Blitterswijk

Het wapen van de heerlijkheid Blitterswijk werd op 21 april 1819 verleend voor de heerlijkheid Blitterswijk door de Hoge Raad van Adel.

## Geschiedenis
De oorsprong van het wapen is onbekend.

## Blazoenering
De blazoenering van het wapen luidt als volgt:
Van zilver, het chef getand van keel.
De heraldische kleuren zijn zilver (wit) en keel (rood).
Aagtekerke
· Baak
· Bennebroek
· Blitterswijk
· Cadier
· Cleverskerke
· De Vuursche
· Dorenweerd
· Geersdijke
· Hemmen
· Hensbroek
· Hoogkerk, Leegkerk en Dorkwerd
· Kattendijke
· Kerkwijk
· Laag Nieuwkoop
· Lede en Oudewaard
· Lichtenberg
· Limmen
· Nederveen-Cappel
· Oostwaard
· Oostcapelle
· Poortvliet
· Sint Philipsland
· Verwolde
· Wanssum
· Westervoort
· Wisch
· Wiskerke
· Zaanen